# Timofej Žukovski
Timofej Žukovski (bjel. Цімафей Жукоўскі; Minsk, Bjelorusija, 18. prosinca 1989.), hrvatski je profesionalni odbojkaš bjeloruskog podrijetla. Hrvatski reprezentativac je od 2009. godine, kada je imao 15 godina te kapetan reprezentacije.
Rođen je u Minsku u Bjelorusiji, 18. prosinca 1989. godine. Sa šest godina se s obitelji preselio u Zagreb, gdje mu je otac radio kao liječnik u odbojkaškoj ekipi Mladosti. Timofej Žukovski počeo je igrati u zagrebačkoj Mladosti te je sa 16 godina potpisao svoj prvi profesionalni ugovor s tim klubom. Tri puta je postao prvak Hrvatske, dva puta pobjednik Kupa Hrvatske.
Godine 2010. otišao je u talijansku Serie A1, a u slijedećih deset godina igrao je u devet momčadi talijanskog i njemačkog prvenstva. U Berlinu je postao dvostruki njemački prvak s ekipom Berlin Recycling Volleys. S talijanskom ekipom Cucine Lube Civitanova, bio je u finalu Lige prvaka, prvak talijanskog prvenstva i Svjetskog klupskog prvenstva. Igrajući za Perugiu osvojio je talijanski Superkup.
Godine 2020. godine potpisuje za ruski klub Fakel iz Sibira. U sezoni 2021./'22. bio je kapetan momčadi, a momčad je napustio na kraju te sezone. Trenutno igra za francuski PSG Stal Nysa.
U listopadu 2014. Hrvatski odbojkaški savez diskvalificirao ga je na 6 mjeseci i kaznio s 20 000 dolara zbog nesporazuma kod plaćanja transfera. Ni tada se nije odrekao igranja za hrvatsku reprezentaciju, nego je nastavio sve do danas.
Oženjen je s Martinom Malević. Stariji brat Jegor je odbojkaš na pijesku.